# Заводський (Тверська область)
Заводський (рос. Заводской) — селище в Кімрському районі Тверської області Російської Федерації.
Населення становить 142 особи. Входить до складу муніципального утворення Іллінське сільське поселення.

## Історія
Від 2005 року входить до складу муніципального утворення Іллінське сільське поселення.

## Населення
| 2010 |
| ---- |
| 142  |